# Джелфа
Джелфа (на арабски: الجلفة‎) е град и община в Алжир, административен център на област Джелфа.
Разположен е в Атласките планини в централната северна част на страната. Намира се на 1138 метра надморска височина и е място на преход от сухите степни плата на Атласките планини на север към пустинята Сахара на юг.
Населението на градската агломерация е 265 833 жители, а на общината е 289 226 души (преброяване, 14.04.2008).
Районът около града е известен с изобилието си от скални изображения от неолита, датиращи от около 7000 – 5000 г. пр. Хр.